# James A. Robinson
James A. Robinson, né le 27 février 1960, est un économiste britannique, professeur d'économie à l'université de Chicago.
Il est co-lauréat du prix Nobel d'économie 2024 avec Daron Acemoğlu et Simon Johnson pour « leurs travaux sur la manière dont les institutions se forment et affectent la prospérité ».

## Publications
Ses plus importantes publications ont été réalisées avec le co-auteur Daron Acemoğlu :
- (en) Why Nations Fail : The Origins of Power, Prosperity, and Poverty, New York, Crown Business, 2012, 544 p. (ISBN 978-0-307-71921-8) Les auteurs estiment que la croissance économique nécessite avant tout la stabilité politique